# Aegis-Kampfsystem

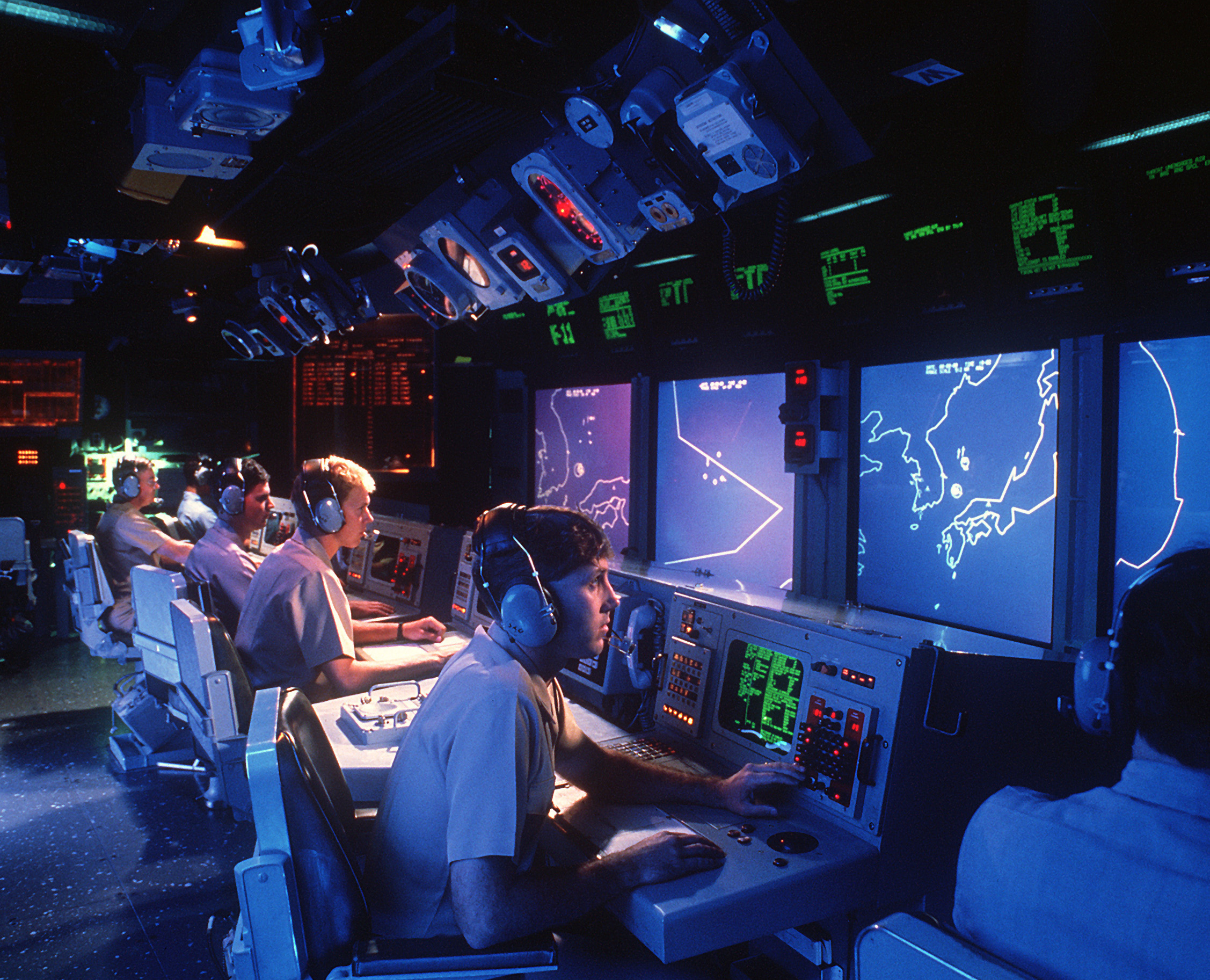
Aegis-Operationszentrale der 1980er Jahre

Das Aegis-Kampfsystem (englisch Aegis Combat System) ist ein automatisiertes, integriertes Waffen- und Führungssystem für den Einsatz auf Kriegsschiffen und als landgestützte Anlage. Es vernetzt Sensoren, Datenbanken und Feuerleitsysteme mittels elektronischer Datenverarbeitung.
Das System wurde seit 1969 unter Leitung der United States Navy von der Radio Corporation of America entwickelt, um die Verbindung aus Transistor-basierter Computertechnik:111 und Radar mit phasengesteuerten Antennen für die militärische Anwendung auf See nutzbar zu machen. „Aegis“ ist seit 1995 eine Marke des US-amerikanischen Rüstungskonzerns Lockheed Martin. Benannt ist das System nach dem schützenden Schild Aigis aus der griechischen Mythologie.

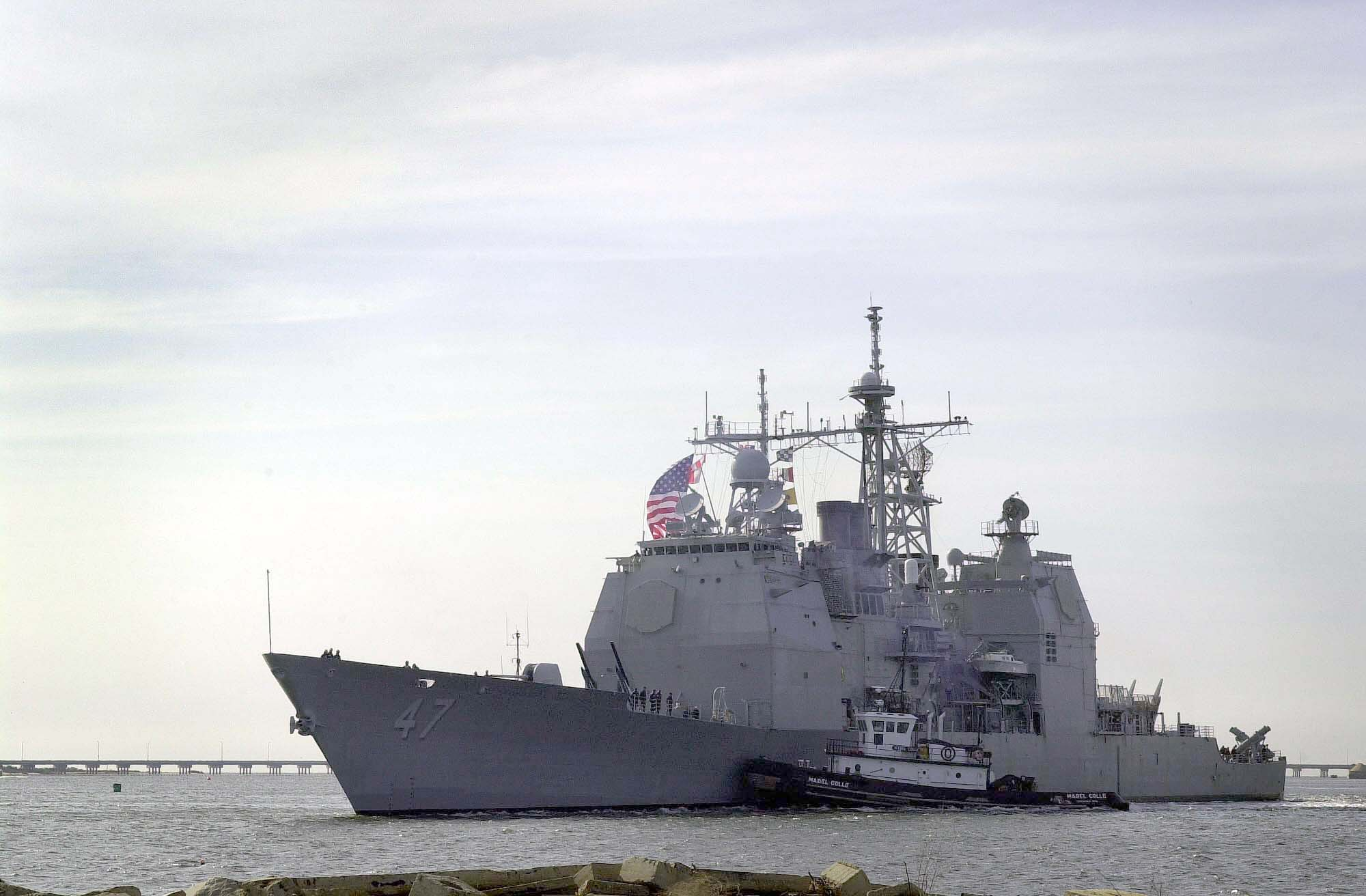
US-Navy-Kreuzer Ticonderoga, das erste mit dem Aegis-Kampfsystem ausgerüstete Kriegsschiff

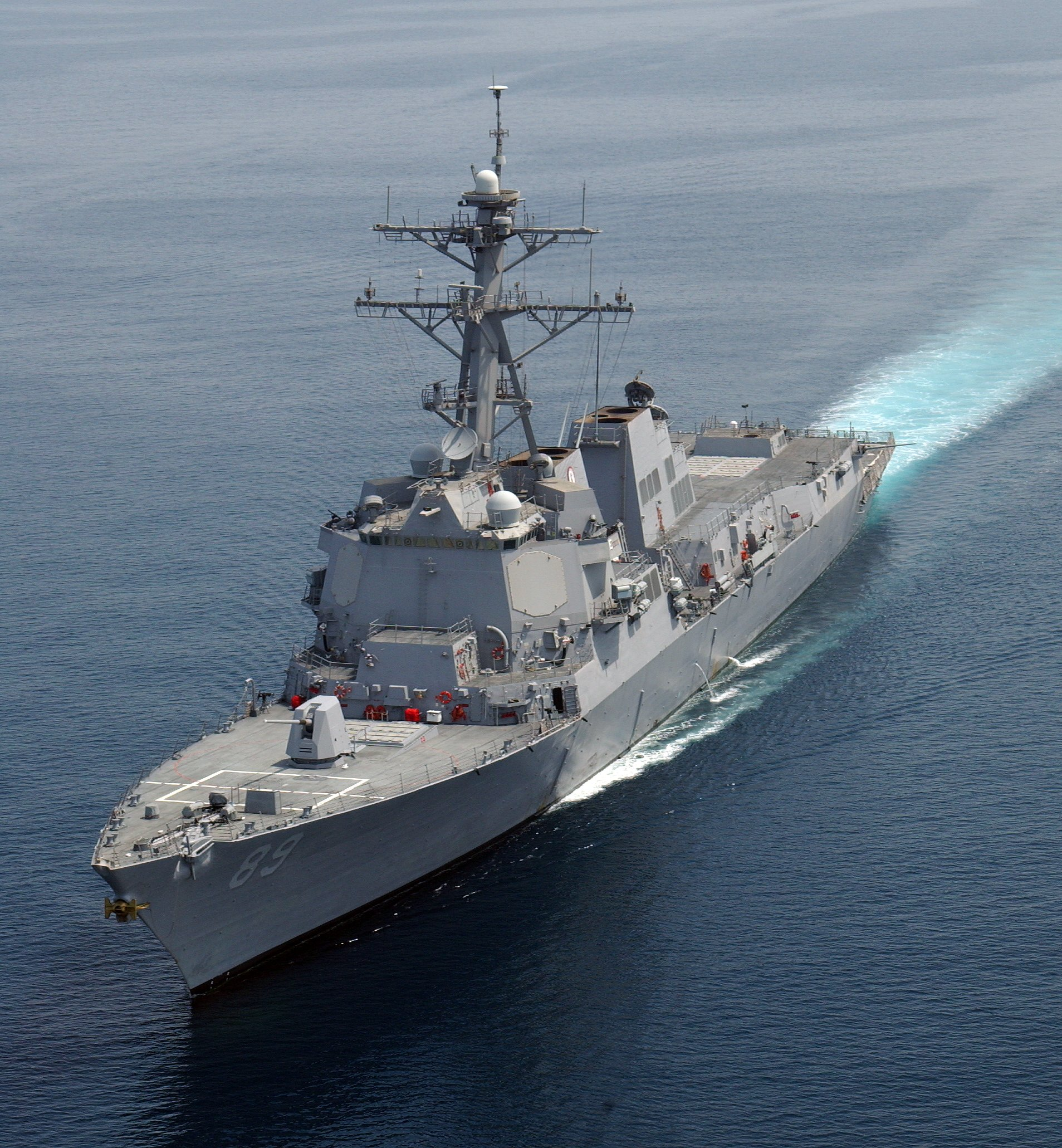
US-Navy-Zerstörer Mustin der Arleigh-Burke-Klasse

Ursprünglich war Aegis zur Abwehr von Angriffen durch Kamikaze-Flugzeuge, durch große und überschallschnelle Flugzeugverbände des Warschauer Paktes sowie von Sättigungsangriffen mit verschiedenen Arten von Lenkflugkörpern konzipiert.:111 Auch die Bekämpfung von Überwasser- und Unterwasserzielen gehört zum Einsatzspektrum von Aegis.:5 Es stach erstmals 1983 auf dem US-Navy-Kreuzer Ticonderoga in See.
Seit den 1990er Jahren ist das System auch bei verbündeten Marinen im Einsatz. Das Aegis-Kampfsystem wurde von Anfang an mit dem Gedanken an Erweiterbarkeit und Anpassungsfähigkeit an sich ändernde Anforderungen entworfen. Ebenfalls seit den 1990er Jahren wurde in einer gesonderten Entwicklungslinie das Aegis Ballistic Missile Defense System für die Abwehr von ballistischen Raketen entwickelt.

## Geschichte

### Lenkwaffen zur Flugabwehr
Gegen Ende des Zweiten Weltkriegs gelangte das Strahlflugzeug zur Serienreife. Als Militärflugzeug konnte es verglichen mit den bis dahin verwendeten Flugzeugtypen in kürzerer Zeit in größere Höhen gelangen und wesentlich schneller fliegen. Dies reduzierte aus Sicht der Verteidigung die für die Erkennung und Bekämpfung nutzbare Zeitspanne und erforderte ihrerseits Waffen, die mit Manövrierfähigkeit, Reichweite und Beschleunigung dieser Bedrohung begegnen konnten.
In Europa versenkten ab 1943 gelenkte Bomben der Bauarten Henschel Hs 293 und Fritz X Kriegsschiffe. Die US-Navy erlebte in der Schlacht um Okinawa 1945, wie japanische Flugzeuge der Sondereinheit Shimpū Tokkōtai trotz amerikanischer Luftüberlegenheit die Flugabwehr überwinden und Schiffe schwer treffen konnten.
Es wurde deutlich, dass sich diese neuartigen Waffen mit den vorhandenen Systemen nicht zuverlässig abhalten ließen. Die US-Navy stellte daher im Sommer 1945, noch vor Ende des Pazifikkriegs, die Composite Task Force unter Admiral Willis A. Lee auf, die mögliche Maßnahmen bewertete und erprobte. Diese Einheit existiert als Operational Test and Evaluation Force in Naval Station Norfolk bis heute.
Mit der Entwicklung von Lenkflugkörpern zur Flugabwehr sollte auf Grundlage von noch jungen Techniken wie Radar, Funktechnik und Raketentechnik eine neue mittlere Verteidigungslinie zwischen von Flugplätzen und Flugzeugträgern startenden Abfangjägern und schiffsgestützten Flugabwehrkanonen eingezogen werden.

### DieDreiT: Tartar-Terrier-Talos
Stand der Technik in den 1960er und 1970er Jahren, also einer Hochphase des Kalten Krieges, waren die Drei T, eine in den 1950er Jahren entwickelte Familie von Flugabwehr-Lenkflugkörpern. Sie bestand aus RIM-24 Tartar für kurze Reichweite, RIM-2 Terrier für mittlere Reichweite und RIM-8 Talos für große Reichweite. Dabei waren die Terrier, besonders aber die schweren und komplizierten Talos-Flugkörper mit ihrem Strahltriebwerk neben konventionellen für den Einsatz von nuklearen Sprengköpfen vorgesehen, um die mit zunehmender Entfernung sinkende Zielgenauigkeit auszugleichen und etwaige anfliegende Flugzeugschwärme schon in großer Distanz zu zerstören.
Bei den Drei T zeigte sich eine wesentliche, prinzipbedingte Einschränkung bei der Feuerleitung: Die Anzahl der gleichzeitig bekämpfbaren Ziele war durch die Anzahl der Zielerfassungs-Radare auf dem verteidigenden Schiff begrenzt. Diese Radare mussten in hervorgehobener Position mit möglichst freiem Blick auf den Horizont montiert werden, ihre Anzahl pro Schiff ließ sich also nicht beliebig steigern. Auch brauchte jedes der drei getrennten Systeme eigene Radare und belegte eigene Funkfrequenzen für die Fernlenkung der Waffen.
Die Zahl der möglichen angreifenden Flugzeuge der sowjetischen Seefliegerkräfte stieg zu jener Zeit schneller als die der von Schiffen aus einsetzbaren Abwehrwaffen. Das Konzept des Warschauer Paktes sah vor, die Abwehrkapazitäten von NATO-Kriegsschiffen durch gleichzeitigen Angriff zahlreicher luft- und seegestützter Flugkörper aus der Distanz zu überwältigen. Auch die Weiterentwicklung des Terrier-Systems von Leitstrahllenkung auf halbaktive Zielsuchlenkung konnte zwar die Reichweite, nicht aber die verarbeitbare Anzahl von Zielen steigern. In Flottenverbänden und Geleitzügen muss überdies durch Kommunikation zwischen den verteidigenden Schiffen sichergestellt werden, dass jedes anfliegende Objekt identifiziert, bewertet und ggf. bekämpft wird.
Diese Koordinierungsaufgabe wurde bei der US-Navy seit den frühen 1960er Jahren vom Naval Tactical Data System unterstützt. Die Navy erprobte überdies in den 1960er Jahren mit dem Weapons Direction System Mark 11 auf der Wainwright:111 ein erstes teildigitales, integriertes System für den Waffeneinsatz.

### Projekt Typhon

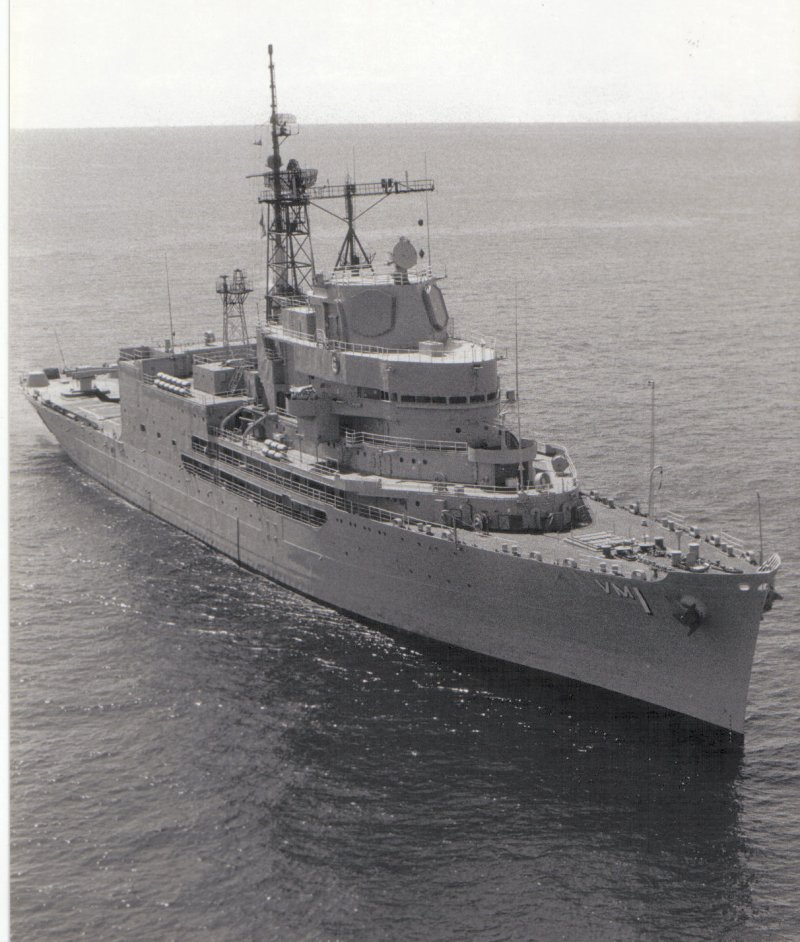
Aegis-Testinstallation auf dem Versuchsschiff USS Norton Sound

Als erste Fortentwicklung der Drei T wurden die Flugkörper RIM-50 Typhon LR und RIM-55 Typhon MR konzipiert. In Verbindung mit dem ab 1958 entwickelten Multifunktionsradar AN/SPG-59 sollte das Typhon-Kampfsystem das Problem der nicht ausreichenden Zahl von Feuerleitradaren lösen. Die überschallschnellen sowjetischen Langstreckenbomber sollten von einem optimal platzierten SPG-59-Radar geortet, verfolgt und mittels der Typhon LR in großer Höhe und großer Entfernung von bis zu 200 Kilometern abgeschossen werden, während die Typhon MR in mittlerer Entfernung bis knapp 50 Kilometern auch gegen in Wellenkammhöhe anfliegende Seezielflugkörper wirken sollten. Das Projekt erwies sich als zu ambitioniert, der Energiebedarf des SPG-59 war zu groß, die Zielgenauigkeit der Typhon LR bei hohen Kosten zu gering. Damit war auch der Typhon MR die Grundlage entzogen. Das Projekt Typhon wurde 1963 gestrichen.:111

### Advanced Surface Missile System
Die US-Navy initiierte das Projekt Advanced Surface Missile System als Nachfolger für Typhon. Sein Umfang wurde 1965 definiert und der Entwicklungsauftrag 1969 an die Radio Corporation of America vergeben. Auf dem zuvor als Testplattform für Projekt Typhon genutzten Lenkwaffenversuchsschiff Norton Sound wurde 1973 das Aegis-System eingebaut und erprobt.

Das Projekt profitierte personell und technologisch von den Erfahrungen mit dem DLG Anti-Air Warfare Modernization Program, das von 1967 bis 1975 zwanzig Flugabwehrschiffe der Farragut-, Leahy- und Bainbridge-Klassen mit integrierter Operationszentrale (Combat Information Center, CIC) und dem 3D-Luftraumsuchradar AN/SPS-48 ausstattete.:111

### Bedrohung durch Seezielflugkörper
Aegis wurde während der Entwicklungsphase in den 1970er Jahren an die Bedrohung von Kriegsschiffen durch eine neue Generation von Seezielflugkörpern wie der Exocet angepasst. Die Gefahr lag dabei nicht mehr in der möglichen Vernichtung ganzer Flotten auf hoher See durch eine ebenbürtige Großmacht. Vielmehr wurden kompakte Waffen wie die Exocet im Verhältnis zu den Kosten eines Kriegs- oder Handelsschiffs als relativ wirksam durch Mittelstaaten und sogar Einzelakteure einsetzbar eingeschätzt.
Bereits ab den späten 1960er Jahren hatten von Schnellbooten aus gestartete Anti-Schiff-Lenkwaffen der ersten Generation in mehreren Seegefechten Versenkungen bewirkt, so gegen den israelischen Zerstörer Eilat 1967 im Verlauf des Abnutzungskriegs, im dritten indisch-pakistanischen Krieg 1971 und bei der Schlacht von Latakia 1973.
Bis in die 1970er Jahre hinein war die Flugabwehr auf Schiffen der NATO einerseits auf Rohrwaffen aufgebaut und andererseits auf den spezialisierten „Drei-T“-Lenkwaffensystemen. Die herkömmlichen Rohrwaffen wirkten mit begrenzter Reichweite und konnten schnell anfliegende oder Ausweichmanöver durchführende Ziele nicht verlässlich abwehren, oder nur mit so geringer Abhaltedistanz, dass das Schiff dennoch beschädigt werden konnte. Die schiffsbasierten Lenkwaffensysteme waren kompliziert, nur begrenzt vorhanden und auf die Abwehr von Bomberverbänden und den Schutz von Flugzeugträgerkampfgruppen ausgerichtet.
Zum Einsatz gegen Anti-Schiff-Waffen wurde daher seit den 1960er Jahren auch auf kleineren Schiffen das nicht automatisierte NATO Sea Sparrow Missile System (NSSM) mit dem Flugkörper RIM-7 Sea Sparrow eingerüstet. Im Bereich des Elektronischen Kampfs wurden Anstrengungen etwa im Bereich der Täuschkörper und elektronischen Gegenmaßnahmen unternommen. Automatische Nahbereichsverteidigungssysteme waren ab den späten 1970er Jahren verfügbar und wurden, nach den Erfahrungen im Falklandkrieg, ab den 1980er Jahren mit Nachdruck installiert.
Gegen die neuen Bedrohungen und die weiter aufrüstenden sowjetischen Seefliegerkräfte und U-Boote modernisierte die US-Navy in den 1980er Jahren ihre Flugabwehrschiffe vor allem der Leahy- und Belknap-Klassen ein zweites Mal. Mit dem Terrier New Threat Upgrade (NTU) und Flugkörper RIM-66C/D Standard Missile-2 MR erfuhren sie eine neuerliche Kampfwertsteigerung. Diese sollte den Zeitraum bis zum Zulauf von genügend Aegis-Schiffen überbrücken. Es standen keine geeigneten jüngeren Schiffe zur Verfügung, da 18 Jahre lang keine gebaut worden waren::112 Abgesehen von den wenigen Atomkreuzern der 1970er Jahre waren mit den letzten Schiffen der Belknap-Klasse die jüngsten Flugabwehrschiffe 1967 in Dienst gestellt worden. Als erstes Aegis-Schiff ging USS Ticonderoga 1983 in Dienst. Das Ende des Kalten Krieges indes führte in den 1990er Jahren zur raschen Außerdienststellung sowohl der unmodernisierten als auch der Schiffe mit New Threat Upgrade, so dass seitdem alleine die Aegis-Schiffe für die Flugabwehr vorgesehen sind.

### Iran-Air-Zwischenfall
Aegis wurde Ende der 1980er Jahre einer breiten Öffentlichkeit bekannt, als die Vincennes den Iran-Air-Flug 655 abschoss und alle Menschen an Bord tötete. Das Passagierflugzeug wurde vom System kurzzeitig als iranische F-14 Tomcat identifiziert, während der Kommandant der Vincennes in einer anderen kritischen Situation, einem Gefecht mit iranischen Schnellbooten, irrtümlicherweise von einem weiteren realen Angriff aus der Luft überzeugt war. Er erteilte mit dieser Überzeugung die Feuererlaubnis.

### Standard Missile und VLS
Die Ära der Drei T endete mit der Deaktivierung der RIM-8 Talos im Jahr 1979. Die RIM-24 Tartar waren ab den 1960er Jahren zu RIM-66 Standard MR weiterentwickelt worden. Die RIM-8 Talos und dann auch die RIM-2 Terrier wurden durch die ebenfalls auf den RIM-24 Tartar basierenden RIM-67 Standard ER abgelöst. Auf diesem Weg endete das Nebeneinander der drei getrennten Systeme und wurden diejenigen Flugkörper ausgesondert, die sich als unzuverlässig erwiesen hatten. Die neuen Standard Missile waren moderner, kompakter und leistungsfähiger als ihre Vorgänger, blieben dabei aber kompatibel zu den vorhandenen Waffen- und Feuerleitsystemen älterer Schiffe im In- und Ausland, etwa dem Tartar Guided Missile Fire Control System auf den Zerstörern der Lütjens-Klasse. Andererseits ließen sich verschiedene Parameter wie Reichweite, Flugbahn, Zielerfassungssysteme und Datenübertragung an neue Erfordernisse anpassen. Die Standard Missile werden bis heute in zahlreichen Varianten entwickelt und gebaut.
Bedeutsam war der Wegfall der bisherigen ein- oder zweiarmigen mechanischen Lenkwaffenstarter und die Anpassung des Aegis-Systems an Senkrechtstartanlagen für Flugkörper (Vertical Launching System, abgekürzt VLS). In einem VLS lassen sich verschiedene Arten von Lenkwaffen – von Anti-U-Boot-Raketen über Marschflugkörper und Flugabwehrraketen unterschiedlichster Größen und Anwendungsprofile – geschützt vor Gefechts- und Umwelteinflüssen und vor Aufklärung jederzeit einsatzbereit mitführen.

### Aegis Ballistic Missile Defense System
In den 2000er Jahren bewies das Aegis Ballistic Missile Defense System in Tests, dass es sich als Plattform für die Abwehr ballistischer Interkontinentalraketen eignet. Unter Führung der Missile Defense Agency fiel daher auch der US-Navy ein Teil dieser Aufgabe von nationaler Bedeutung zu. Die US-Army betreibt das landgestützte System Terminal High Altitude Area Defense und sie betreibt zur Kontinentalverteidigung Aegis-Ashore-Installationen auf Basis des Radars AN/SPY-7 (abgeleitet vom Long Range Discrimination Radar). Die US-Navy ist für diese nicht mit Schifffahrt verbundenen Einrichtungen zuständig, weil sie als einzige amerikanische Teilstreitkraft Erfahrung im Betrieb von Aegis hat, wollte aber (mit Stand 2021) den Betrieb an andere Organisationseinheiten abgeben.:12–13
Die Abwehr ballistischer Raketen setzt gemäß Definition der Missile Defense Agency an vier möglichen Punkten der ballistischen Flugbahn an: Kurz nach dem Start in der boost phase, in der anschließenden antriebslosen Steigphase, in der Mitte rund um den Scheitelpunkt der Parabel, oder bei der Annäherung an die Erdoberfläche vor dem Auftreffen auf das Ziel. Für die midcourse interception von Interkontinentalraketen außerhalb der Erdatmosphäre ist der Flugkörper RIM-161 Standard Missile 3 (SM-3) vorgesehen. Für die terminal phase interception innerhalb der Atmosphäre sind die Flugkörper RIM-156 SM-2 ER Block IV und dessen weiterentwickelte, universell sowohl gegen ballistische als auch gelenkte Flugkörper sowie Flugzeuge geeignete Version RIM-174 Standard ERAM (SM-6) vorgesehen.
Eine Anzahl der zuvor für herkömmliche Weitbereichs-Flugabwehr eingesetzten Kreuzer und Zerstörer wurden dafür ausgewählt, an die neue Aufgabe angepasst zu werden. Anfangs bedeutete diese Ausrüstung mit dem Aegis Ballistic Missile Defense System, dass ein Schiff während einer Mission nur noch entweder für die herkömmliche Flugabwehr oder für die Abwehr ballistischer Raketen zuständig sein konnte. Wegen dieser Einschränkung wurden ab 2015 die jeweils vier in der Marinebasis Rota beheimateten Aegis-Schiffe, deren Auftrag die Umsetzung des strategischen Raketenabwehrschilds der NATO im Mittelmeerraum ist, mit dem selbstständigen Nahbereichsverteidigungssystem SeaRAM ausgerüstet.
Mit der höheren Leistung des Multimissions-Signalprozessors der Aegis-Version Baseline 9, die seit Mitte der 2010er Jahre installiert wird, wurden beide Aegis-Aufgabengebiete als Integrated Air and Missile Defense (IAMD) zusammengeführt und können vom selben Schiff erfüllt werden.
Die Abwehr von hyperschallschnellen Gleitflugkörpern und Marschflugkörpern wird von der Missile Defense Agency mit Stand 2022 durch Weiterentwicklung der RIM-174 Standard ERAM (SM-6) zum Glide Phase Inceptor und durch Einbindung in Aegis ab Version Baseline 9 vorangetrieben.:9–10

### Einsatz in küstennahen Gewässern und weitere Entwicklung
In den 2000er Jahren richtete die US-Navy das Augenmerk verstärkt auf die küstennahe Gefechtsführung. Radaranlagen haben besonders in Bereichen mit vielen Störungsquellen durch Inseln, Wetterphänomene, Windräder, Fischerboote oder Tiere stets das Problem, harmlose Erscheinungen von echten Bedrohungen etwa durch bewaffnete Schnellboote zu unterscheiden. Zugleich gibt es in engen Küstengewässern wenig Raum zum Ausweichen und Manövrieren, und durch die Nähe zum Land ist die Reaktionszeit auf jedwede Bedrohung sehr kurz. Mit den Littoral Combat Ships wurden kleinere, schnellere Kriegsschiffe ohne das Aegis-Kampfsystem für solche litoralen Regionen konzipiert. Zugleich wurden neue Radare für die hochseefähigen Aegis-Schiffe gegen Fehlwahrnehmungen und Störungen unempfindlicher gemacht.
Durch die Abkehr von militärspezifischen, der allgemeinen technischen Entwicklung nur langsam folgenden Rechnersystemen und der Hinwendung zu kommerziell breit verfügbaren Commercial off-the-shelf-Komponenten wandelte sich das Aegis-Kampfsystem zu einer offenen Plattform (Aegis Open Architecture). Da seine Integration in neue Schiffe vergleichsweise teuer ist, wurde der Kern von Aegis, die vom Hersteller so genannte Common Source Library, zur Grundlage für verschiedene Anwendungen gemacht, die auf den Exportmarkt, auf Modernisierungen und auf kleinere Schiffe abzielen.

#### COMBATSS-21
Ein solches teilweise neu entwickeltes Kampfsystem mit dem Namen COMBATSS-21 kommt bei der US-Navy auf den Littoral Combat Ships der Freedom-Klasse und Independence-Klasse sowie den seit 2022 gebauten Fregatten der Constellation-Klasse zum Einsatz. Saudi-Arabien soll angepasste Littoral Combat Ships mit COMBATSS-21 erhalten.

## Übersicht aller Aegis-Schiffsklassen
| Land               | Bild                                                    | Klasse                                      | Typ       | Radar-Variante                                                  | Jahr ind.  | Anzahl orig.              | Verdrängung | Länge | Bemerkungen |
| ------------------ | ------------------------------------------------------- | ------------------------------------------- | --------- | --------------------------------------------------------------- | ---------- | ------------------------- | ----------- | ----- | --- |
| Australien         | HMAS Hobart im Juni 2016                                | Hobart-Klasse                               | Zerstörer | SPY-1D(V)                                                       | 2017       | 3                         | 6.250 t     | 147 m | basiert auf Álvaro-de-Bazán-Klasse                                                                                   |
| Japan              | Kirishima (DDG-174) vor Hawaii, 1998                    | Kongō-Klasse                                | Zerstörer | SPY-1D                                                          | 1993       | 4                         | 9.485 t     | 161 m | basiert auf Arleigh-Burke-Klasse (Flight I), ohne Hubschrauberhangar                                                 |
| Japan              | Ashigara (DDG-178) im Bau, 2007                         | Atago-Klasse                                | Zerstörer | SPY-1D(V)                                                       | 2007       | 2                         | > 10.000 t  | 170 m | basiert auf Arleigh-Burke-Klasse (Flight IIA)                                                                        |
| Japan              | Kirishima (DDG-174) vor Hawaii, 1998                    | Maya-Klasse                                 | Zerstörer | SPY-1D(V)                                                       | 2020       | 2                         | 10.250 t    | 170 m | basiert auf Atago-Klasse                                                                                             |
| Norwegen           | KNM Fridtjof Nansen                                     | Fridtjof-Nansen-Klasse                      | Fregatte  | SPY-1F                                                          | 2006       | 5                         | 5.121 t     | 133 m | Basiert auf Álvaro-de-Bazán-Klasse. Viertes Schiff irreparabel ausgemustert.                                         |
| Spanien            | Die zweite Einheit der Klasse, Almirante Juan de Borbon | Álvaro-de-Bazán-Klasse (F 101–F 104)        | Fregatte  | SPY-1D                                                          | 2002       | 4                         | 6.250 t     | 147 m | |
| Spanien            | Die zweite Einheit der Klasse, Almirante Juan de Borbon | (F 105)                                     | Fregatte  | SPY-1D(V)                                                       | 2012       | 1                         | 6.250 t     | 147 m | Schiff Cristóbal Colón                                                                                               |
| Südkorea           | ROKS Sejongdaewang (DDG 991)                            | Sejongdaewang-Klasse                        | Zerstörer | SPY-1D(V)                                                       | 2008       | 3                         | ~ 10.000 t  | 166 m | Projekt KDX-III, Baulos I. Basiert auf Arleigh-Burke-Klasse (Flight IIA, Aegis Baseline 7)                           |
| Südkorea           | ROKS Sejongdaewang (DDG 991)                            | Sejongdaewang-Klasse                        | Zerstörer | SPY-1D(V)                                                       | 2024 gepl. | 3 bestellt                |             |       | Projekt KDX-III, Baulos II (Aegis Baseline 9)                                                                        |
| Vereinigte Staaten | USS Ticonderoga, erste Einheit der Klasse               | Ticonderoga-Klasse                          | Kreuzer   | SPY-1A (CG 47–CG 58)                                            | 1983       | 12                        | 9.750 t     | 173 m | Fünf seit 2004/2005 außer Dienst: Erste Außerdienststellung von Aegis-Schiffen. Weitere vier seit 2023 außer Dienst. |
| Vereinigte Staaten | USS Princeton, zwölfte Einheit der Klasse               | Ticonderoga-Klasse                          | Kreuzer   | ausgeliefert mit SPY-1B (CG 59–CG 73) , ersetzt durch SPY-1B(V) | 1989       | 15                        | 9.750 t     | 173 m | Fünf seit 2022 außer Dienst. Letztes Schiff soll ca. 2027 außer Dienst gestellt werden:21–22                         |
| Vereinigte Staaten | USS John S. McCain                                      | Arleigh-Burke-Klasse (Flight I & Flight II) | Zerstörer | SPY-1D                                                          | 1991       | 28                        | 8.400 t     | 154 m | ohne Hubschrauberhangar                                                                                              |
| Vereinigte Staaten | USS Oscar Austin des Flight IIA                         | Arleigh-Burke-Klasse (Flight IIA)           | Zerstörer | SPY-1D (bis DDG 90)                                             | 2000       | 47                        | 9.200 t     | 155 m | Ersatz der Radare durch SPY-6(V)4 geplant                                                                            |
| Vereinigte Staaten | USS Oscar Austin des Flight IIA                         | Arleigh-Burke-Klasse (Flight IIA)           | Zerstörer | SPY-1D(V) (ab DDG 91)                                           | 2000       | 47                        | 9.200 t     | 155 m | Ersatz der Radare durch SPY-6(V)4 geplant                                                                            |
| Vereinigte Staaten | USS Jack H. Lucas des Flight III                        | Arleigh-Burke-Klasse (Flight III)           | Zerstörer | SPY-6(V)1                                                       | 2023       | 1 in Dienst, 13+ bestellt | 9.500 t     | 155 m | |

## Technik

### Grundlagen
Aegis besteht aus einem via EDV vernetzten System von Sensoren, Datenbanken und Feuerleitsystemen. Die ursprüngliche Kernanwendung ist die vom Aegis Weapon System Mark 7 (AWS) gesteuerte Flugabwehr. Es integriert die drei Phasen der Flugabwehr:16: Suchen, Verfolgen, Bekämpfen. Der Zeitraum zwischen der ersten Ortung eines Ziels und dem Start eines Abfangflugkörpers soll unter 15 Sekunden betragen.
Das Aegis Weapon System hat acht, bzw. mit dem für Ausbildungszwecke eingebauten Simulationsmodus neun, Bestandteile::1
1. Phasengesteuertes Radar
2. System zur Auftragserteilung
3. Waffensteuerungssystem
4. Feuerleitsystem
5. Hauptwaffe „Standard Missile“
6. Flugkörper-Starteinrichtungen
7. Anzeigesystem
8. Prüfsystem zur Kontrolle der Betriebsbereitschaft
9. Simulationssystem zur Ausbildung

#### Phasengesteuertes Radar
Aufgabe des Hauptsensors, des phasengesteuerten Systems mit elektronischer Strahlschwenkung und agilem Strahl, das in Millisekunden von einem Ziel zum anderen wechselt, ist das Suchen und Verfolgen von Luftzielen. Es besteht aus vier flachen Radarantennen, die eine kontinuierliche Rundum-Überwachung des Luftraumes um das Aegis-Schiff ermöglichen. Das phasengesteuerte Radar vereint die Aufgaben eines Suchradars, Zielfolge- und Zielbeleuchtungsradars in einem System. Durch die agile Strahlformung kann es als Multifunktionsradar verschiedene Ziele gleichzeitig orten und verfolgen. Solche Radare eignen sich in bestimmtem Umfang auch für den Elektronischen Kampf.
In der ursprünglichen Ausführung für Aegis werden passiv phasengesteuerte Systeme mit elektronischer Strahlschwenkung (englisch Passive Electronically Scanned Array, abgekürzt PESA) genutzt, die vom Hersteller Lockheed Martin mit der JETDS-Bezeichnung AN/SPY-1 vertrieben werden. Seit 2023 kommen auch aktive phasengesteuerte Systeme (englisch Active Electronically Scanned Array, abgekürzt AESA) mit der Bezeichnung AN/SPY-6 vom Hersteller RTX Corporation zur Anwendung.

#### System zur Auftragserteilung
Die Bedienmannschaft des Command and Decision System in der Operationszentrale steuert und überwacht die automatischen Funktionen des Aegis-Systems und gibt Aufträge ein.
Die mittels taktischem Datenlink Link 16 bzw. Co-operative Engagement Capability (CEC) vernetzten Datenverarbeitungssysteme sollen es ermöglichen, in Echtzeit tausende von Zielen zu verfolgen und den Grad der von ihnen ausgehenden Bedrohung zu bewerten, der Schiffsführung auf dieser Grundlage Analysen und Entscheidungsvorlagen zu liefern und dutzende Ziele gemäß ihrer Priorität der Reihe nach auch vollautomatisch zu bekämpfen.
Dabei sollen neue Versionen von Aegis nicht nur alle geeigneten Waffensysteme des eigenen Schiffes, sondern über C3-Vernetzung (Command – Control – Communication) auch anderer Schiffe des Verbandes einsetzen. Diese Fähigkeit wurde unter der Bezeichnung Co-operative Engagement Capability speziell zur Abwehr ballistischer Flugkörper in die US-Navy eingeführt. CEC wird im Rahmen der Militärdoktrin der Netzwerkzentrierten Kriegsführung verwendet und soll es ermöglichen, dass jede Kampfeinheit über ein Abbild der militärischen Lage verfügt. Es werden die Daten von allen anderen Einheiten (Schiffe, U-Boote, Hubschrauber, Flugzeuge, Unbemannte Luftfahrzeuge) und Satelliten gemeinsam verarbeitet. Was eine Einheit der Gruppe sieht, soll unmittelbar auch für alle anderen sichtbar sein. Dadurch sollen Ziele schneller entdeckt und bekämpft werden können.

#### Waffensteuerungssystem
Das Weapons Control System ist Mittler zwischen dem System zur Auftragserteilung und den systemspezifischen Feuerleitsystemen sowohl gegen Luft- als auch Oberflächen- und Unterwasserziele.

#### Feuerleitsystem

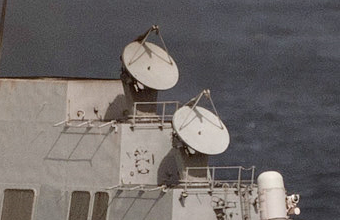
Zwei der drei AN/SPG-62-Radare auf Schiffen der Arleigh-Burke-Klasse

Das Fire Control System Mark 99:2 führt die Bekämpfung der markierten Luftziele durch. Vor dem Aegis-System war die Zahl der pro Schiff gleichzeitig in der Luft lenkbaren Abwehrflugkörper durch den hohen Aufwand bei der kontinuierlichen Beobachtung und Verfolgung von Zielen und möglichen Bedrohungen, den Rechenaufwand und die Anzahl der auf dem Schiff verbauten Feuerleitradare begrenzt. Dies alles konnte zur Überlastung der Besatzung und bei einer großen Zahl von Zielen zur Übersättigung der Verteidigungssysteme führen. Dieser Flaschenhals wurde beim Aegis-System mit dem Fire Control System Mark 99 aufgelöst, das die seinerzeit neuen Zielverfolgungsradare AN/SPG-62 steuert: Einerseits sind die Flugbahndaten, die vom Phased-Array-Multifunktionsradar kommen, hinreichend genau, so dass ein SPG-62 nur noch in der letzten Flugphase eines Standard Missile das jeweilige Ziel für die halbaktive Zielsuchlenkung ununterbrochen mit Radar anstrahlen („beleuchten“) muss und ansonsten zu anderen Zielen weiterschwenken kann. Umgekehrt sollen in der Luft befindliche Standard Missiles nach erfolgreicher Bekämpfung eines Ziels dem etwaigen nächsten geeigneten Ziel zugewiesen werden können.

#### Hauptwaffe „Standard Missile“
Die ursprüngliche Hauptwaffe des Aegis Weapon System ist RIM-66 Standard Missile 2 (SM-2 MR). In jüngeren Versionen kann das Aegis Weapon System über die Standard Missiles hinaus viele weitere Flugkörpertypen steuern. Vor allem zur Selbstverteidigung auf kurze bis mittlere Distanzen wurden RIM-162 Evolved Sea Sparrow Missile eingerüstet.
Der Flugkörpertyp RIM-174 Standard ERAM (SM-6) soll über Co-operative Engagement Capability direkt von anderen Schiffen und Flugzeugen kontrolliert werden können. Auch benötigt er aufgrund seines aktiven Radar-Zielsuchkopfs in der letzten Flugphase keine Beleuchtung mit einem speziellen Zielverfolgungsradar eines Schiffs, sondern erhält alle Zieldaten vom Phased-Array-Multifunktionsradar oder anderen operierenden Radarplattformen.

### Entwicklung
Bei der Navy stieß Wayne E. Meyer 1970 zu dem ehemals als Advanced Surface Missile System und nun als Aegis bezeichneten Projekt hinzu. Als Projektleiter mit Erfahrung in Systementwicklung und Management sowie Verständnis für die inneren Zusammenhänge des US-Verteidigungsministeriums und der Navy bestimmte Meyer bis zu seiner Pensionierung 1985 die Geschicke von Aegis. Er propagierte als Design-Philosophie den Wahlspruch „Build a Little, Test a Little, Learn a Lot“ (übersetzbar als „Baue ein kleines bisschen, teste ein kleines bisschen, lerne eine ganze Menge“) und legte Wert auf überprüfbare Entwicklungsziele. Zum Maßstab erklärte die drei funktionalen Eckpfeiler Detektion – Kontrolle – Angriff und die fünf operativen Eckpfeiler Reaktionszeit, Feuerkraft, Elektronische Gegenmaßnahmen einschließlich Härtung gegen Umgebungseinflüsse, ständige Verfügbarkeit sowie Reichweite und Gebietsabdeckung. Alle zugelieferten Komponenten sollten vor dem Einbau in die Schiffe sowohl für sich allein als auch im Systemverbund getestet werden.

### Schiffe
Als erstes wurde Aegis auf den amerikanischen Kreuzern der Ticonderoga-Klasse installiert. Bei ihnen sind die phasengesteuerten Radarflächen in 12-Uhr- und 3-Uhr-Position am vorderen und in 6-Uhr- und 9-Uhr-Position am achteren Decksaufbau ausgerichtet. Es sind vier AN/SPG-62-Zielverfolgungsradare verbaut. Diese Kreuzer sind die leistungsfähigsten amerikanischen Aegis-Schiffe und eignen sich sowohl für eigenständige Operationen als auch zur Koordinierung der Flugabwehr von Schiffsverbänden über längere Zeiträume. Sie sind mit Stabsräumen ausgestattet, um als Führungs- oder Flaggschiff dienen zu können. In der Vergangenheit wurde die Rechnerhardware von spezialisierten militärischen auf Commercial off-the-shelf-Komponenten umgestellt, um die Kosten zu senken und die Leistungsfähigkeit zu steigern. Die offenere Systemstruktur erleichtert Upgrades und Änderungen. Die Bunker Hill war das erste auf diese Weise modernisierte Schiff.
Trotz turnusgemäßer Modernisierungen gelangen sie in den 2020er Jahren an das Ende ihrer geplanten Nutzungsdauer von 35 Jahren. In den Jahren 2004 und 2005 wurden die fünf ältesten und nachfolgend von 2022 bis 2023 neun jüngere Schiffe der Ticonderoga-Klasse außer Dienst gestellt, die Außerdienststellung des letzten Schiffes ist für 2027 geplant.:21–22

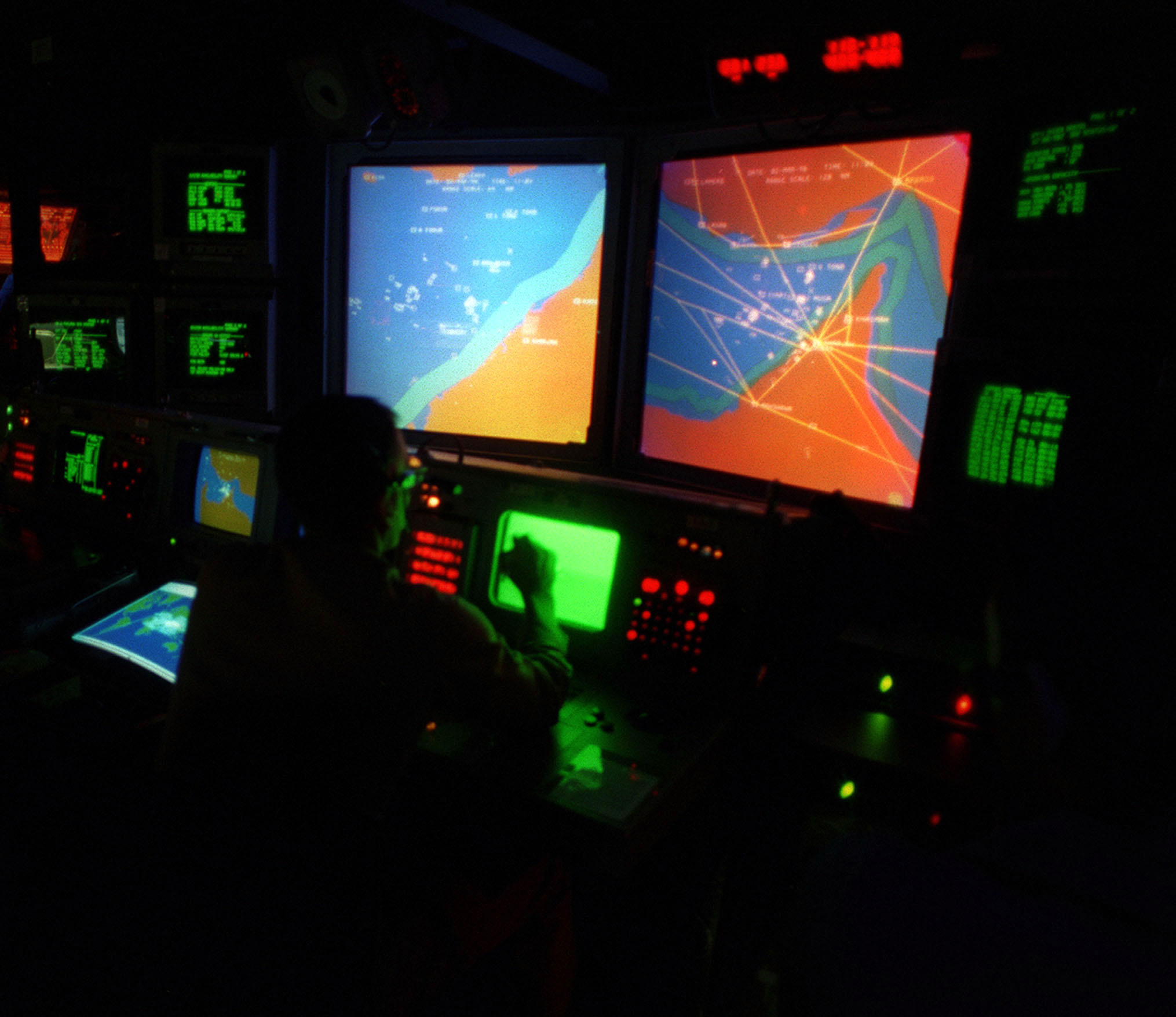
Die Operationszentralen der Arleigh-Burke-Klasse haben zwei Großbildanzeiger des Aegis-Systems, während es bei der Ticonderoga-Klasse vier Stück sind.

Es folgten die Zerstörer der Arleigh-Burke-Klasse. Erste Konzeptstudien für diese Klasse, die die veralteten Zerstörer der Charles-F.-Adams- und Farragut-Klassen ablösen sollte, wurden 1978 erstellt. Das Typschiff Arleigh Burke wurde 1991 in Dienst gestellt. Seitdem wird die Klasse in einer Abfolge mehrerer unterschiedlich ausgerüsteter Unterklassen oder Varianten, „Flights“ genannt, gebaut und bildet die zahlenmäßig umfangreichste Klasse von Aegis-Schiffen. Alle Flächen des phasengesteuerten Radars sind um 45 Grad gegenüber der Längs- und Querachse des Schiffs versetzt an den vorderen Deckaufbauten angeordnet. Damit wird nur noch ein Signalverstärker für alle vier Flächen benötigt. Auch das Vorhandensein von drei statt vier SPG-62-Radaren, von einem statt zwei Geschützen und ähnliche Einsparungen senkten die Kosten im Vergleich zu den Schiffen der Ticonderoga-Klasse.
Direkt von verschiedenen Flights der Arleigh-Burke-Klasse abgeleitet sind die japanischen Zerstörer-Klassen Kongō, Atago und Maya. Für die zweite Hälfte der 2020er Jahre plant das japanische Verteidigungsministerium zwei neue Aegis System Equipped Vessels (ASEV). Diese sollen vorrangig der Abwehr ballistischer Raketen dienen und größer als die Zerstörer der Maya-Klasse werden.
Ebenfalls verwandt sind die großen südkoreanischen Zerstörer der Sejongdawang-Klasse.
Daneben gibt es vom spanischen Rüstungsunternehmen Navantia gebaute Aegis-Schiffe. Das Entwurfskonzept wurde als Grundlage für die spanischen Fregatten der Álvaro-de-Bazán-Klasse (F100/F105) und die australischen Zerstörer der Hobart-Klasse verwendet. Für die 2020er Jahre geplant ist der Zulauf der fünf spanischen U-Jagd-/Multimissions-Fregatten der Bonifaz-Klasse (F110).
Bei ihnen übernimmt Navantia einen höheren Anteil an der Systemintegration des spanischen Aegis-Derivats SCOMBA. Dieses Vorgehen wurde bereits beim fünften Schiff der Álvaro-de-Bazán-Klasse praktiziert, der technisch gegenüber den ersten vier Einheiten, bei denen das Kampfsystem von Lockheed Martin integriert wurde, weiter entwickelten Cristóbal Colón (F-105).
Die von Navantia gebauten norwegischen Fregatten der Fridtjof-Nansen-Klasse nutzen das kleinere SPY-1F-Multifunktionsradar. KNM Helge Ingstad dieser Klasse ging im Jahr 2018 als erstes Aegis-Schiff auf See verloren.
Der Rüstungskonzern BAE Systems wird ab der Mitte der 2020er Jahre Aegis-Fregatten auf Basis der City-Klasse (Type 26) an Kanada und Australien liefern: Die geplanten 15 großen kanadischen Fregatten des Projekts Canadian Surface Combatant erhalten das Radar AN/SPY-7(V)1 und über die Komponente AEGIS Fire Control Loop eine Aegis-Integration in das Einsatzführungssystem CMS 330 von Lockheed Martin Canada. Bei den 9 Fregatten der Hunter-Klasse wird Aegis das Führungssystem, dazu erhalten sie phasengesteuerte Radare „CEAFAR 2“ vom australischen Hersteller CEA Technologies und ein taktisches Interface von Saab.
Mit den Schiffen des Projekts Next-Generation Guided-Missile Destroyer DDG(X) will die US-Navy ab den 2030er Jahren die Ticonderoga-Klasse und die ältesten Schiffe der Arleigh-Burke-Klasse ersetzen. Die Schiffe der Variante Flight III der Arleigh-Burke-Klasse sollen bereits ab Mitte der 2020er Jahre Teile der Aufgaben der parallel auszumusternden Kreuzer übernehmen.:7 In Abgrenzung zu diesen Zerstörern sollen die Next-Generation Guided-Missile Destroyer dann wieder als Führungsschiffe dienen können.:5
Für die geplanten Fregatten der Klasse F127 untersucht die Deutsche Marine im „Projekt Next Generation Frigate – Air Defence“ Schiffsentwürfe mit dem Aegis-Kampfsystem.

### Landgestützte Systeme

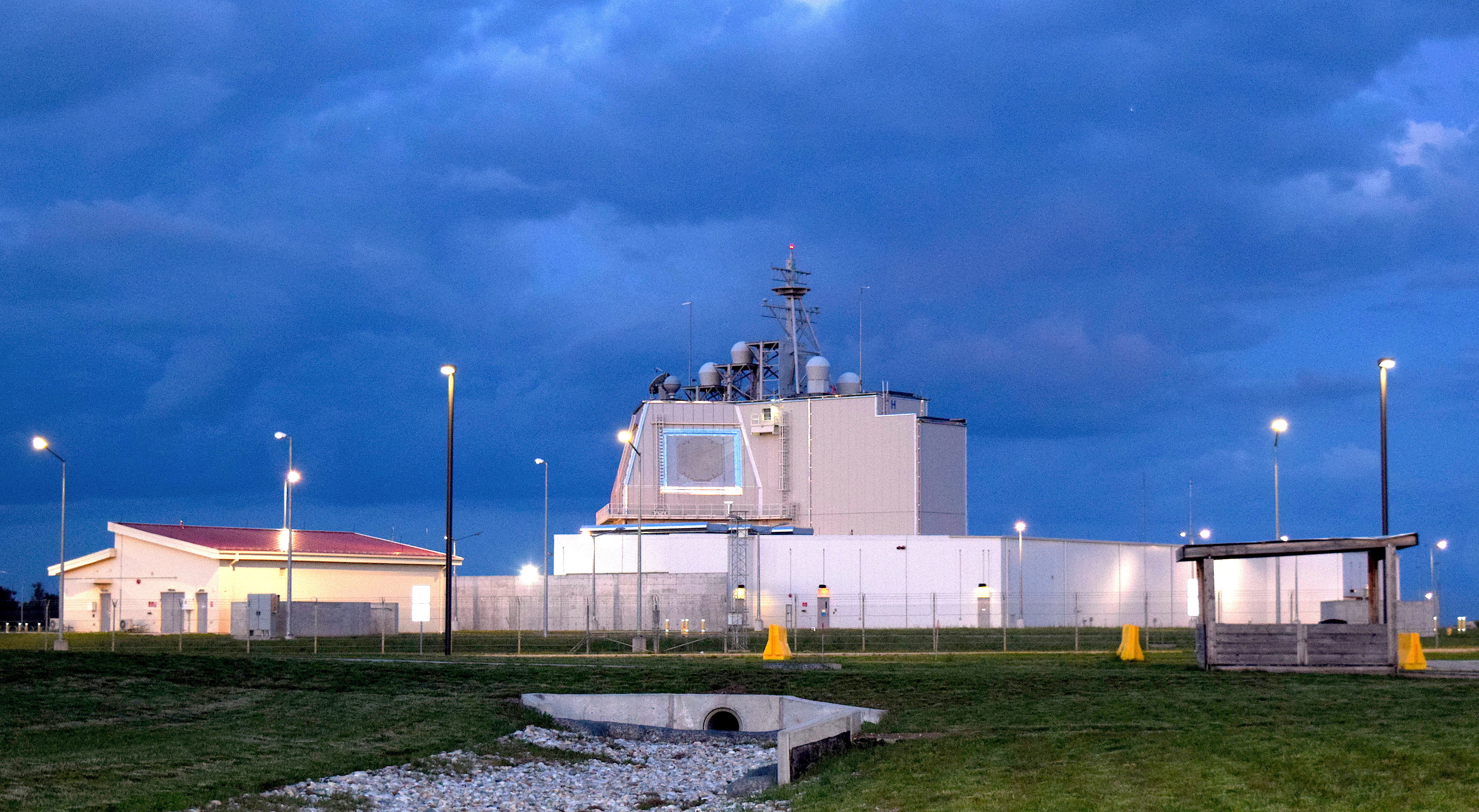
Aegis Ashore Missile Defense System in Deveselu (2019)

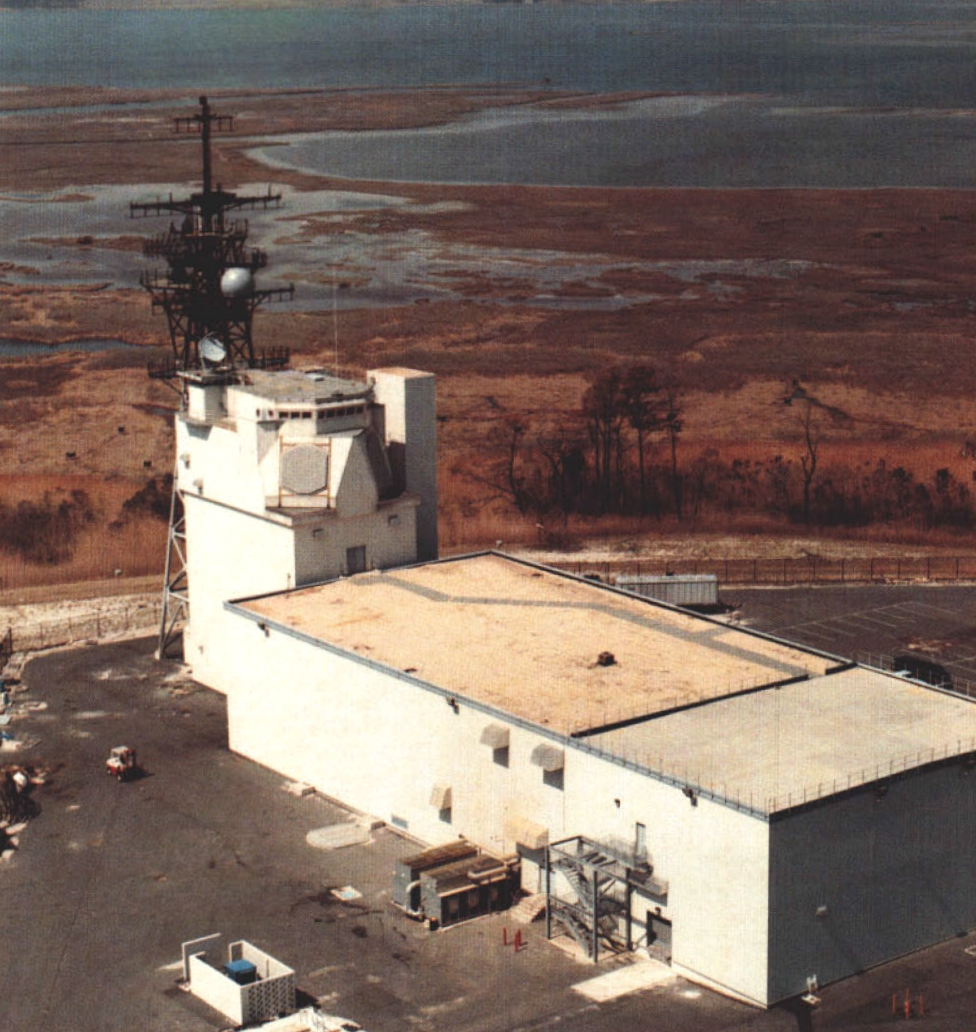
Aegis Combat Systems Center in New Jersey (1988)

Aegis-Ashore-Anlagen sind für die Abwehr von ballistischen Interkontinentalraketen mit RIM-161 Standard Missile 3 (SM-3) vorgesehen. Systemtests werden in der Pacific Missile Range Facility auf Kauaʻi, Hawaii vollzogen.

#### NATO
Für die Raketenabwehr der NATO haben die Vereinigten Staaten seit 2015 zwei Aegis-Ashore-Anlagen auf osteuropäischen Militärflugplätzen installiert. Sie sind mit dem Radar AN/SPY-7(V)1 und einer Senkrechtstartanlage mit 24 Zellen für Flugkörper SM-3 ausgerüstet. Für die frühzeitige Ortung werden sie von einem abgesetzten Radar AN/TPY-2 auf der Militärbasis Pirinçlik in der Türkei unterstützt. [veraltet]
- Militärflugplatz Deveselu, Rumänien, Inbetriebnahme am 13. Mai 2016
- Flughafen Słupsk-Redzikowo, Polen, Inbetriebnahme am 13. November 2024[23]

#### Japan
Japan hatte 2017 mit Blick auf eine Bedrohung aus Nordkorea den Bau von zwei Aegis-Ashore-Anlagen in den Präfekturen Yamaguchi und Akita beschlossen, ihn aber 2020 aus finanziellen Erwägungen beendet. Die nach einem Beschluss 2018 bereits gekauften Radare des Typs AN/SPY-7(V)1 sollen stattdessen auf zwei im Staatshaushalt 2024 eingestellten, in der zweiten Hälfte der 2020er Jahre neu zu bauenden großen Aegis-Schiffen verwendet werden.:13–16

#### Entwicklungs- und Ausbildungseinrichtungen
Für die Systementwicklung und Erprobung gibt es seit 1977 die Anlage des Vice Admiral James H. Doyle, Jr. Combat System Engineering Development Site in Moorestown, New Jersey. Da es in einem Vorort von Philadelphia 66 Kilometer vom Meer entfernt steht und in seiner Umgebung Tiefflüge und Elektronische Kampfführung verboten sind, eignet es sich nur begrenzt zur Erprobung von Aegis bei realistischen Einsatzszenarien.
Für die Ausbildung steht die Außenstelle des Center for Surface Combat Systems auf der Atlantikinsel Wallops Island vor Virginia zur Verfügung. Das Center for Surface Combat Systems ist eine Abteilung des Naval Education and Training Command der US-Navy und bildet auch die Besatzungen der internationalen, see- wie landgestützten Aegis-Anlagen in deren Ländern aus.

### Systemversionen und Weiterentwicklung
Die Weiterentwicklung des Aegis-Systems erfolgte anfangs in Zyklen von zwei bis vier Jahren. Jede stabile Version, Baseline genannt, wird in die parallel neu gebauten Schiffe übernommen. Im Rahmen der Möglichkeiten werden bei Modernisierungen und Werftliegezeiten auch ältere Schiffe auf den jeweils aktuellen Stand gebracht.
Baseline 0
Beinhaltete die grundlegende Vernetzung von Sensoren, Kontrollsystem und Waffen. Mit dieser Version wurden die USS Ticonderoga und Yorktown gebaut.
Baseline 1
Lief auf den ersten fünf Kreuzern der Ticonderoga-Klasse. Diese hatten zwei mechanische Doppelarmstarter „Mark 26 Mod 5“ mit je einem Magazin für 44 Raketen und wurden 2005 außer Dienst gestellt.
Baseline 2
Fügte das Mk 41 Vertical Launching System mit Tomahawk Land-Attack Missile (TLAM) hinzu und integrierte das U-Jagd-System AN/SQQ-89 mit Sonar AN/SQS-53B. Das erste von sieben Schiffen war die Bunker Hill.
Baseline 3
Umfasste sechs Einheiten mit neuem SPY-1B-Radar und besserer Verteidigungsfähigkeit gegen Seezielflugkörper, beginnend mit Princeton.
Baseline 4
Brachte auf den letzten neun Einheiten der Ticonderoga-Klasse ab Chosin das verbesserte Sonarsystem AN/SQS-53C mit.
Ausgangspunkt für die ersten 17 Einheiten der Arleigh-Burke-Klasse mit SPY-1D-Radar.
Baseline 5
U. a. Link 16 (Datenlink für Multifunctional Information Distribution System) und Einbindung AN/SLQ-32 (zuvor gesondert bedientes schiffgestütztes System zur Elektronischen Kampfführung). Eingeführt ab 1992 für DDG-68 bis DDG-78.
Baseline 6
U. a. CEC-Fähigkeit, RIM-162 Evolved Sea Sparrow Missile und RIM-156A Standard SM-2ER Block IV, eingeführt von 1994 bis 1997 für DDG-79 bis DDG-90. Erster Übergang von MIL-SPEC- zu Commercial off-the-shelf-Computern. Zwei Versionen Phase I und Phase III.
Baseline 7
Vollendet Umstellung auf Commercial off-the-shelf-Computer, führt Network-Centric Warfare für Tactical Tomahawk ein. Integriert das Radar SPY-1D(V) mit seiner Optimierung für küstennahe Gefechtsführung. Von 1998 bis 2002 für DDG-91 bis DDG-102, auch in Baulos I der südkoreanischen Sejongdawang-Klasse.
Baseline 8
Neu auf DDG-103 bis DDG-112.
Baseline 9
Wurde 2015 fertiggestellt und ermöglicht, dass ein Schiff gleichzeitig Flugabwehr und Abwehr ballistischer Flugkörper leisten kann durch  Zusammenführung der Entwicklungslinien Aegis Open Architecture und Aegis Ballistic Missile Defense System. Baseline 9A für die Kreuzer mit der Chancellorsville als Erprobungsträger; Baseline 9C für die Zerstörer, wobei die John Finn als erstes Schiff ab Werft mit Baseline 9C ausgestattet ist. Auch in Baulos II der südkoreanischen Sejongdawang-Klasse.
Baseline 10
Sollte im Jahr 2023 in DDG-125 (erstes Schiff in Flight III der Arleigh-Burke-Klasse) zur Verfügung stehen, integriert die neue Familie phasengesteuerter Radare AN/SPY-6(V) etc.
 SCOMBA 
Mit der Álvaro-de-Bazán-Klasse des Rüstungsunternehmens Navantia erhielt die Armada Española im Rahmen eines Technologietransfers Zugriff auf Teile des Quelltextes des Aegis-Systems und leitete daraus eine eigene nationale Aegis-Variante namens SCOMBA (Sistema de COMbate de los Buques de la Armada) ab. SCOMBA soll eine einheitliche Basis für das Kampfsystem aller spanischen Marineschiffe bilden. Neue spanische Schiffe wie die Fregatten der Bonifaz-Klasse (F110), die nicht primär für die Flugabwehr vorgesehen sind, erhalten über SCOMBA in Verbindung mit der Teilkomponente International AEGIS Fire Control Loop (IAFCL) eine Aegis-Integration.

## Weiterführende Informationen